# 新広島バイパス
新広島バイパス（しんひろしまバイパス）は広島県安芸郡海田町から広島市西区観音本町に至る国道2号のバイパス道路である。総延長距離は9.5 km。

## 概要
- 起点：安芸郡海田町（国道2号東広島バイパスと接続）
- 終点：広島市西区観音本町（国道2号西広島バイパスと接続）
- 延長：9.5 km
- 規格：第4種（旧構造令による）
- 車線：完成4車線 - 完成8車線
- 最高速度：60 km/h（仁保2丁目 - 終点：50 km/h）
- 総事業費：約66億円（うち、用地費約23億円）

中国地方における一般国道の二次改築（バイパス）の中で最も早く着手されたものである。当時の国道2号は戦前に改築されたもので、沿線に民家が密集する2車線道路であり、激しい交通渋滞を引き起こしていた（昭和30年代）。この広島市東部の交通渋滞の緩和と市内の街路網に交通を分散させることを目的に新広島バイパスが建設された。
起点 - 広島市南区仁保2丁目の3.6 km（60 km/h制限区間）については、黄金橋西詰がランプによる立体交差となっており、自動車専用道路的性格を有している。
広島市中区平野町 - 終点間において当バイパスの直上高架に西広島バイパス（都心部延伸区間）が走る計画となっており、現在広島市中区舟入中町 - 終点の区間が開通している（元々は広島高速2号線とする計画だった）。

## 当該道路の位置関係
（福山方面） - 東広島バイパス - 新広島バイパス - 西広島バイパス - （宮島・岩国方面）

## 通過市町村
- 安芸郡海田町 - 広島市

## 交差する道路
- 上側が起点側、下側が終点側。左側が上り側、右側が下り側。

| 交差する道路                                       | 交差する道路                                       | 交差する場所  | 交差する場所  | 交差する場所                  | 大阪から (km) | 備考           |
| -------------------------------------------------- | -------------------------------------------------- | ------------- | ------------- | ----------------------------- | ------------- | -------------- |
| 国道2号 福山・三原方面                             |                                                    |               |               |                               |               |                |
| 県道164号広島海田線                                | 国道31号                                           | 安芸郡 海田町 | 安芸郡 海田町 | 大正                          | 327.8         |                |
|                                                    |                                                    | 安芸郡 海田町 | 安芸郡 海田町 | 南大正町                      | 328.0         |                |
| 国道2号（東広島バイパス）                          | 国道2号（東広島バイパス）                          | 安芸郡 海田町 | 安芸郡 海田町 | 海田ランプ                    | 328.1         |                |
| -                                                  | 県道86号翠町仁保線〈黄金山通り〉                   | 広島市        | 南区          | 仁保3丁目 仁保2丁目（渕崎IC） | 331.2 331.4   |                |
| 県道187号浜田仁保線                                | -                                                  | 広島市        | 南区          | 仁保                          | 331.6         |                |
| 広島高速2号線 東雲出入口                           | -                                                  | 広島市        | 南区          | 東雲インター入口              | 332.2         |                |
|                                                    |                                                    | 広島市        | 南区          | 本浦交番前                    | 332.6         |                |
| 市道比治山東雲線                                   |                                                    | 広島市        | 南区          | 東雲本町                      | 332.9         |                |
|                                                    |                                                    | 広島市        | 南区          | 東霞町                        | 333.1         |                |
|                                                    |                                                    | 広島市        | 南区          | 広大医学部南                  | 333.4         |                |
|                                                    |                                                    | 広島市        | 南区          | 出汐3丁目                     | 333.7         |                |
|                                                    |                                                    | 広島市        | 南区          | 出汐2丁目北東角               | 333.9         |                |
| -                                                  |                                                    | 広島市        | 南区          | 出汐町東                      | 334.0         |                |
| 市道中広宇品線                                     | 市道中広宇品線                                     | 広島市        | 南区          | 出汐町                        | 334.2         |                |
|                                                    |                                                    | 広島市        | 南区          | 産業会館前                    | 334.6         |                |
| 県道37号広島三次線〈比治山通り〉                   | 国道487号〈宇品通り〉                              | 広島市        | 南区          | 平野橋東詰                    | 334.8         |                |
| 市道御幸橋三篠線〈御幸橋西詰通り〉                 | 市道御幸橋三篠線〈御幸橋西詰通り〉                 | 広島市        | 中区          | 南竹屋町                      | 335.3         |                |
| 市道駅前吉島線〈駅前通り〉                         | 市道駅前吉島線〈駅前通り〉                         | 広島市        | 中区          | 国泰寺                        | 335.7         |                |
|                                                    |                                                    | 広島市        | 中区          | 市役所南                      | 335.9         |                |
| 国道54号〈鯉城通り〉                               | 県道243号広島港線〈千田通り〉                      | 広島市        | 中区          | 広島市役所前                  | 336.1         |                |
|                                                    |                                                    | 広島市        | 中区          | 新明治橋東                    | 336.3         |                |
| 市道中島吉島線〈吉島通り〉                         | 市道中島吉島線〈吉島通り〉                         | 広島市        | 中区          | 住吉町                        | 336.6         |                |
|                                                    |                                                    | 広島市        | 中区          | 新住吉橋西                    | 336.8         |                |
| 市道横川江波線〈舟入通り〉                         | 市道横川江波線〈舟入通り〉                         | 広島市        | 中区          | 舟入本町                      | 337.1         |                |
| 国道2号（西広島バイパス）舟入オフランプ            | 国道2号（西広島バイパス）舟入オフランプ            | 広島市        | 中区          | 新観音橋東詰                  | 337.3         |                |
|                                                    |                                                    | 広島市        | 西区          | 新観音橋西詰                  | 337.5         |                |
|                                                    |                                                    | 広島市        | 西区          | 観音本町東                    | 337.7         |                |
| 国道2号（西広島バイパス）観音オンランプ            | 国道2号（西広島バイパス）観音オンランプ            | 広島市        | 西区          | 観音本町                      | 337.8         |                |
| -                                                  | -                                                  | 広島市        | 西区          | -                             | 338.0 339.6   | キロポスト補正 |
| 市道駅前観音線 / 県道262号南観音観音線〈空港通り〉 | 市道駅前観音線 / 県道262号南観音観音線〈空港通り〉 | 広島市        | 西区          | 広島スタジアム入口            | 339.9         |                |
|                                                    |                                                    | 広島市        | 西区          | 南観音3丁目                   | 340.0         |                |
|                                                    |                                                    | 広島市        | 西区          | 旭橋東詰                      | 340.2         |                |
|                                                    |                                                    | 広島市        | 西区          | 旭橋西詰                      | 340.6         |                |
| 市道比治山庚午線 / 国道2号〈宮島街道〉             | 市道比治山庚午線 / 国道2号〈宮島街道〉             | 広島市        | 西区          | 西広島バイパス入口            | 340.8         |                |
| 国道2号（西広島バイパス）庚午ランプ 岩国・大竹方面 |                                                    |               |               |                               |               |                |

## 主な構造物
- 海田新橋
- 黄金橋
- 平野橋
- 新明治橋
- 新住吉橋
- 新観音橋
- 旭橋/新旭橋

## 沿革
- 1959年（昭和34年） 用地着手
- 1962年（昭和37年） 工事着手
広島市東雲地区より工事を開始し、その後、黄金橋や新住吉橋などの市内派川を跨ぐ橋梁工事を進めていった。また、船越地区や東雲地区では地盤が軟弱な為、本工事とともに軟弱地盤対策も行った。
- 1966年（昭和41年）12月 全線供用（一部暫定）
- 1968年（昭和43年）3月 全線完成供用

## 交通量
2005年度（平成17年度道路交通センサスより）
平日24時間交通量（台）
- 広島市南区堀越3丁目：79,835
- 広島市南区出汐2丁目：74,910
- 広島市中区南竹屋町：57,976
- 広島市中区舟入本町（都心部延伸・平面部）：70,783

## 車線・最高速度
| 区間                                      | 車線 上下線=上り線+下り線 | 最高速度 | 備考                           |
| ----------------------------------------- | ------------------------- | -------- | ------------------------------ |
| 大正交差点 - 仁保2丁目交差点              | 4=2+2                     | 60 km/h  |                                |
| 仁保2丁目交差点 - 仁保交差点              | 5=3+2                     | 50 km/h  |                                |
| 仁保交差点 - 新観音橋西詰交差点           | 6=3+3                     | 50 km/h  |                                |
| 新観音橋西詰交差点 - 観音本町交差点       | 5=2+3                     | 50 km/h  | 直上高架を西広島バイパスが走る |
| 観音本町交差点 - 西広島バイパス入口交差点 | 4=2+2                     | 50 km/h  | 直上高架を西広島バイパスが走る |

## 備考
- 新広島バイパスが開通する前の当時（昭和40年代初頭まで）の国道2号のルートは、広島県安芸郡海田町で呉方面からの国道31号と合流し、船越町 → 大州町 → 荒神町 → 八丁堀 → 紙屋町交差点 → 白神社前交差点 → 明治橋 → 住吉橋 → 観音橋 → 旭橋 → 宮島街道 であった。（参考：広島県道164号広島海田線）
- 船越地区においては盛土部の地盤沈下が進み、アップダウンの激しい箇所がある。これは、構造物（ボックスカルバート）でできている所は基本的に沈降しない為で、これを修復しようと現在、舗装修繕工事が行われている。ただ、道路を一から造りかえる訳にはいかないので恒久的対策ではない（当時の技術においては最高峰であった）。
- 渕崎ICの出口ランプ（広島県道86号翠町仁保線に接続する道路）においては、自転車用の道路が確保されていないことから、2007年度より、歩行者・自転車用道路整備が着手される。
- この区間は両端で接続する東広島バイパスや西広島バイパスとは異なり旧道が国道2号の指定を外れており、自動車専用道路でもないため、一般の道路地図にバイパス名が書かれていることは少ない。